# Chierry
Chierry es una comuna francesa, situada en el departamento de Aisne, de la región de Alta Francia.

## Demografía
| 844 | 1 009 | 1 170 | 1 117 | 1 120 | 1 034 | 1 050 | 1 081 |
| Para los censos de 1962 a 1999 la población legal corresponde a la población sin duplicidades (Fuente: INSEE [Consultar]) |       |       |       |       |       |       |       |